# West Haven (Connecticut)

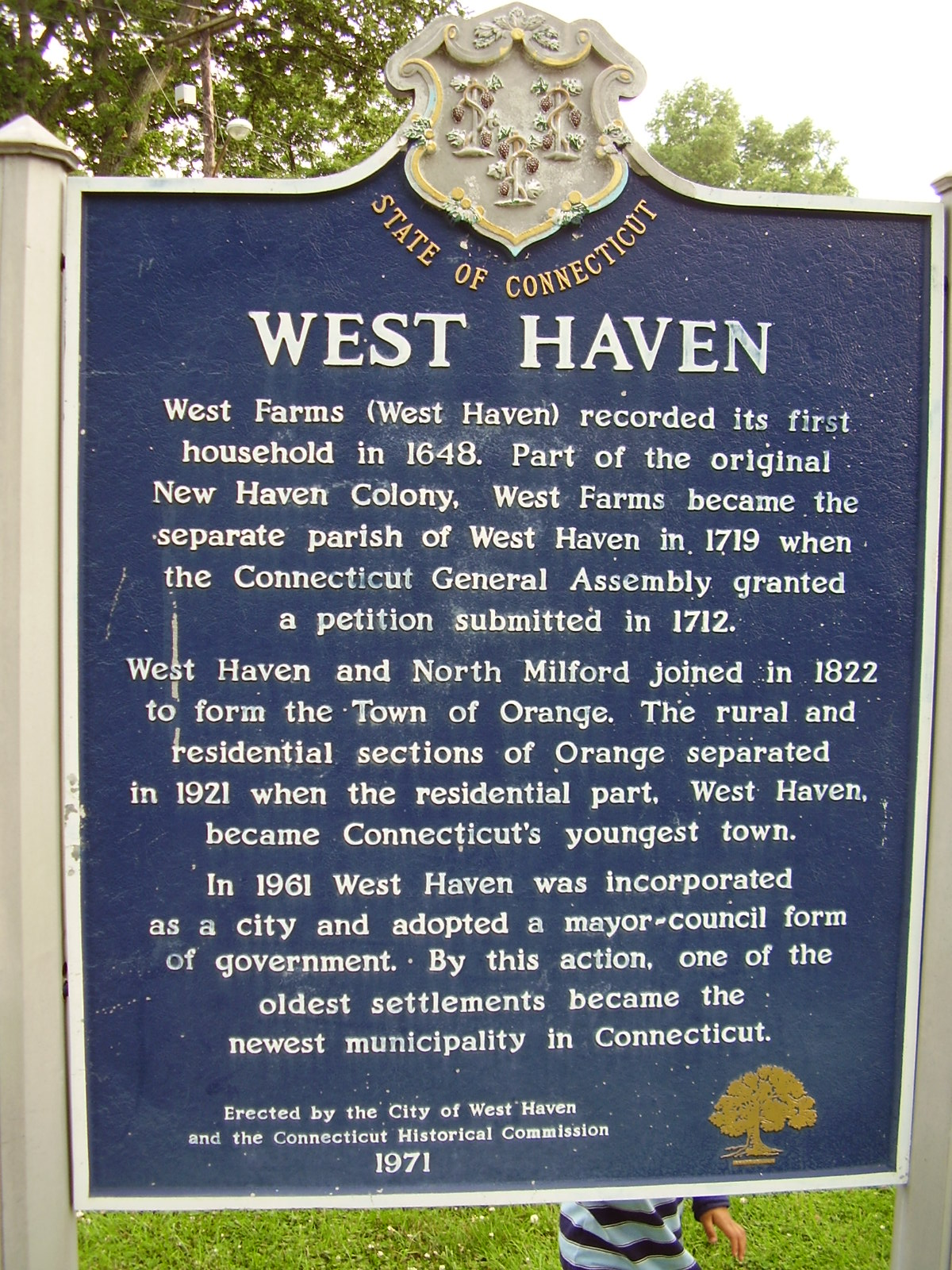
Informatiebord West Haven

West Haven is een plaats (city) in de Amerikaanse staat Connecticut, en valt bestuurlijk gezien onder New Haven County.

## Demografie
Bij de volkstelling in 2000 werd het aantal inwoners vastgesteld op 52.360.
In 2006 is het aantal inwoners door het United States Census Bureau geschat op 52.721, een stijging van 361 (0.7%).

## Geografie
Volgens het United States Census Bureau beslaat de plaats een oppervlakte van
28,5 km², waarvan 28,1 km² land en 0,4 km² water.

## Plaatsen in de nabije omgeving
De onderstaande figuur toont nabijgelegen 'incorporated' en 'census-designated' plaatsen in een straal van 16 km rond West Haven.